# Hamza Hamzaoğlu
Hamza Hamzaoğlu (Trebisonda, 1º luglio 1970) è un allenatore di calcio ed ex calciatore turco, di ruolo centrocampista.

## Carriera

### Giocatore
Giocava da centrocampista. Attivo dal 1988, inizia con l’İzmirspor, successivamente, dal 1991 al 1995, gioca per il Galatasaray, diventandone capitano e vincendo la Süper Lig(1992‑93, 1993‑94), la Coppa di Turchia (1993) e la Supercoppa turca (1993). Prosegue la carriera con İstanbulspor (1995‑99), Siirtspor, Yozgatspor, Konyaspor (vittoria della TFF First League 2002‑03) e chiude con il Beylerbeyi nel 2004. A livello giovanile, colleziona 9 presenze nella nazionale U21 turca (1991‑1993) e ottiene un’unica presenza in prima squadra nel 1993

### Allenatore
Nel 2011 viene ingaggiato dall'Akhisar Belediyespor, e al suo primo anno vince la TFF 1. Lig. Nel 2013 diventa assistente di Fatih Terim sulla panchina della Turchia. Il 28 novembre 2014, a seguito dell'esonero di Cesare Prandelli, viene scelto come nuovo allenatore del Galatasaray. Firma un contratto fino alla fine della stagione.
Il 18 novembre 2015 di comune accordo con la società turca decide di abbandonare la panchina del Galatasaray.
Il 21 dicembre 2015 viene nominato nuovo tecnico del Bursaspor.

## Palmarès

### Giocatore
- Campionato turco: 2

Galatasaray: 1992-1993, 1993-1994
- Coppa di Turchia: 1

Galatasaray: 1992-1993
- Supercoppa di Turchia: 1

Galatasaray: 1993

### Allenatore
- TFF 1. Lig: 1

Akhisar Belediye: 2011-2012
- Campionato turco: 1

Galatasaray: 2014-2015
- Coppa di Turchia: 1

Galatasaray: 2014-2015
- Supercoppa di Turchia: 1

Galatasaray: 2015